# Bye Bye Beautiful
Bye Bye Beautiful – kolejny singel zespołu Nightwish promujący płytę Dark Passion Play. Został wydany 15 lutego 2008, w trzech wersjach. Na singlu śpiewa zarazem Anette Olzon jak i Marco Hietala. W trasie koncertowej Dark Passion Play utwór ten rozpoczyna występ.

## Historia
"Bye Bye Beautiful" napisał Tuomas Holopainen. Tematem tego utworu jest była wokalistka zespołu, Tarja Turunen. W refrenie umieścił zdania z listu, który członkowie zespołu dali Tarji, zwalniając ją: "Did you ever read what I wrote you? Did you ever listen to what we played?" (Czy kiedykolwiek czytałaś to co ci piszę? Czy kiedykolwiek słuchałaś tego, co gramy?).
Do utworu został nagrany teledysk, w którym członków zespołu w pewnych momentach zastępują kobiety.

## Lista utworów
1. Bye Bye Beautiful 4:14
2. The Poet And The Pendulum (demo version) 13:41
3. Escapist 4:57
4. Bye Bye Beautiful (DJ Orkidea Remix) 12:14